# Association française pour le développement des véloroutes et des voies vertes

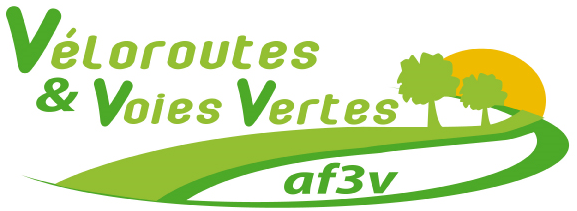
Précédent logo

 (août 2018).
L'Association française pour le développement des véloroutes et des voies vertes (AF3V)  est une association fondée en février 1998 ayant pour but de développer un réseau national de véloroutes et de voies vertes en France. Ses adhérents mènent des actions de veille et de conseil auprès des collectivités territoriales, maîtres d'ouvrage de ces infrastructures pour que leurs réalisations correspondent aux attentes des usagers, pour leurs déplacements du quotidien aussi bien que dans le cadre des loisirs ou du tourisme. ils organisent par ailleurs des animations sur les itinéraires de véloroutes et voies vertes.

## Historique
Le 20 décembre 1997, des militants issus d’associations cyclistes (Fubicy; Ffct) pour les modes de déplacement actif, s’étant rencontrés au sein du groupe de travail interministériel véloroutes en 1996 et 1997, créent l’AF3V pour faire connaître le concept des voies vertes en France et inciter à la construction d’un véritable réseau d’itinéraires de longue distance et d’intérêt touristique en cohérence avec des infrastructures cyclables d’usage local. En dialogue avec le Ministère de la transition écologique et solidaire, mais aussi le mouvement européen des voies vertes (Association européenne des voies vertes, Fédération européenne des cyclistes), ils participent au déploiement d’un réseau à travers la France en proposant un schéma national relié au schéma européen EuroVelo.
L'AF3V a créé les journées nationales des voies vertes, devenues en 2023 La Fête des voies vertes. Initialement organisée en septembre, la Fête se tient depuis 2025 lors du mois de mai. Elle est maintenant intégrée à Mai à vélo. L'AF3V continue à coordonner les évènements et anime le réseau d'organisateurs et d'organisatrices d'évènements. 
L’AF3V a contribué à l’élaboration du Schéma national des véloroutes et des voies vertes (SN3V) et au cahier des charges des véloroutes et voies vertes validé le 5 janvier 2001. L'AF3V a participé à la mise à jour du SNV (Schéma National des Véloroutes) débutée en 2019 et du Cahier des charges en 2023.

## Organisation
L’AF3V est animée par des bénévoles, adhérents à titre individuel ou membres d'associations adhérentes. Ainsi, l'AF3V s’appuie sur un réseau de délégués répartis sur tout le territoire français, eux-mêmes parfois membres d'associations locales. 
L’association est membre de la Fédération européenne des cyclistes et de l’Association européenne des voies vertes. 